# NGC 5473
NGC 5473 ist eine linsenförmige Galaxie vom Typ E/SB0 und liegt im Sternbild Großer Bär und 96 Millionen Lichtjahre von der Milchstraße entfernt.
Sie wurde am 14. April 1789 von Wilhelm Herschel entdeckt.